# Monique Leyrac
Monique Leyrac (geboren als Monique Trembley; * 26. Februar 1928 in Montreal; † 15. Dezember 2019 in Cowansville/Québec) war eine kanadische Sängerin und Schauspielerin.

## Leben
Leyrac studierte bei Jeanne Maubourg und debütierte 1943 in der Titelrolle einer Hörspielbearbeitung von Franz Werfels Das Lied von Bernadette. Nach weiteren Rollen als Hörspielsprecherin trat sie 1948 als Sängerin im Cabaret Au Faisan doré mit Charles Aznavour, Pierre Roche und Jacques Normand. Im Folgejahr nahm sie bei RCA Victor die Songs aus dem Filmmusical Les Lumières de ma ville auf. 1950–51 unternahm sie eine Tournee durch Frankreich, die Schweiz und Belgien. 1952 heiratete sie den französischen Schauspieler Jean Dalmain. Darauf lebte sie bis 1954 und erneut von 1955 bis 1958 in Paris. In Montreal trat sie 1962 als Polly Peachum in Brecht/Weills Dreigroschenoper auf.
Mit Pierre Thériault moderierte Leyrac von 1962 bis 1964 die Radioshow Plein de soleil der CBC. 1963 nahm sie ein Album mit Songs von Gilles Vigneault und Claude Léveillée auf. 1965 nahm sie am International Song Festival in Sopot teil, wo sie mit zwei Preisen ausgezeichnet wurde, und gewann den Grand Prix beim Songfestival in Ostende. Es folgten Auftritte in der New Yorker Town Hall, in der Show Pleins feux sur le Canada im Olympia in Paris und bei einer Tournee durch die Sowjetunion in Moskau, Leningrad und Tallinn. Daneben moderierte sie mehrere Radioshows der CBC in Toronto. 
1967 trat sie in der Massey Hall in Toronto, in der Carnegie Hall in New York und vor Prinzessin Margaret in London auf. Begleitet von dem Pianisten André Gagnon sang sie im Expo Theatre und im kanadischen Pavillon der Expo 67. Als Gast trat sie 1968 in der Rolf Harris Show der BBC und 1969 in der Ed Sullivan Show auf. 1972 trat sie beim Stratford Festival erneut in der Dreigroschenoper auf. Am Théâtre du Nouveau Monde spielte sie 1975 die Titelrolle in Robert Athaydes Mademoiselle Marguerite. Danach sang sie im Kennedy Center in Washington und in der Manitoba Centennial Concert Hall in Winnipeg und tourte mit einem Programm mit Lyrik von Émile Nelligan durch Kanada. In Montreal sang sie 1976 Songs nach Gedichten von Nelligan.
1981 produzierte sie die Show Divine Sarah nach dem Leben von Sarah Bernhardt, die sie in englischer und französischer Sprache in Montreal, Quebec und Toronto präsentierte. Mit dem Programm Les Paradis artificiels mit Texten von Charles Baudelaire gastierte sie 1982 ebenso wie Spectacle 1900 mit Songs von Aristide Bruant und Yvette Guilbert im Café de la PDA in Montreal. In der Fernsehserie Des dames de coeur der CBC spielte sie 1986–87 die Rolle der Laurence. Auf der Bühne trat sie mit Paul Savoie in der Premiere von Paris-Berlin nach Texten von Brecht und Jacques Prévert, mit Michael Bawtree in Sara and the Beast und 1990 mit der Nouvelle Compagnie Théâtrale in Molières Les Femmes Savantes auf.
Leyrac wurde von der Canadian Press zweimal als Sängerin des Jahres und zweimal als Frau des Jahres ausgezeichnet. 1967 wurde sie zum Officer des Order of Canada ernannt, und 1979 erhielt sie den Prix de musique Calixa-Lavallée. Ihre Autobiographie Mon enfance à Rosemont erschien 1983. 1998 wurde ihr der Governor General's Performing Arts Award verliehen, und 1998 wurde sie Chevalier des Ordre national du Québec.